# Суун (остановочный пункт)
Су́ун — остановочный пункт и бывшая промежуточная станция Октябрьской железной дороги на 12,3 км перегона Брусничная — Лендеры Западно-Карельской магистрали.

## Общие сведения
Остановочный пункт территориально расположен в посёлке Суун Суккозерского сельского поселения Муезерского района Республики Карелия. Станция получила наименование по названию реки Сун, протекающей в полукилометре.
Станция сдана в эксплуатацию 1 ноября 1960 года в составе первой очереди Западно-Карельской магистрали. В 1980-х годах, по мере спада движения на линии, боковые пути станции были разобраны и станция получила статус остановочного пункта. Пассажирская платформа осталась на прежнем месте возле разобранного бокового пути. Однако для удобства пассажиров возле главного пути построена новая деревянная платформа, а также установлены современный пассажирский павильон и информационное табло с названием остановочного пункта. Пассажирское здание и билетная касса отсутствуют. Билеты приобретаются у проводника вагона.

## Пассажирское движение
По состоянию на 2024 год по остановочному пункту четыре раза в неделю проходит пригородный поезд сообщением Суккозеро — Лендеры — Суккозеро. С начала 2010-х годов существует угроза полной отмены вагона Суккозеро — Лендеры вследствие убыточности перевозок. Более того, поезд отменялся с 1 сентября 2014 года по 1 октября 2014 года. А также с 2022 года два раза в неделю проходит пригородный поезд сообщением Костомукша — Лендеры — Костомукша.
| Пригородное обращение по станции |
| -------------------------------- |
| Костомукша — Лендеры № 6674/6673 |
| Лендеры — Костомукша № 6671/6672 |
| Суккозеро — Лендеры № 6656       |
| Лендеры — Суккозеро № 6657       |
| Суккозеро — Лендеры № 6658       |
| Лендеры — Суккозеро № 6659       |

## Галерея

Остановочный пункт Суун
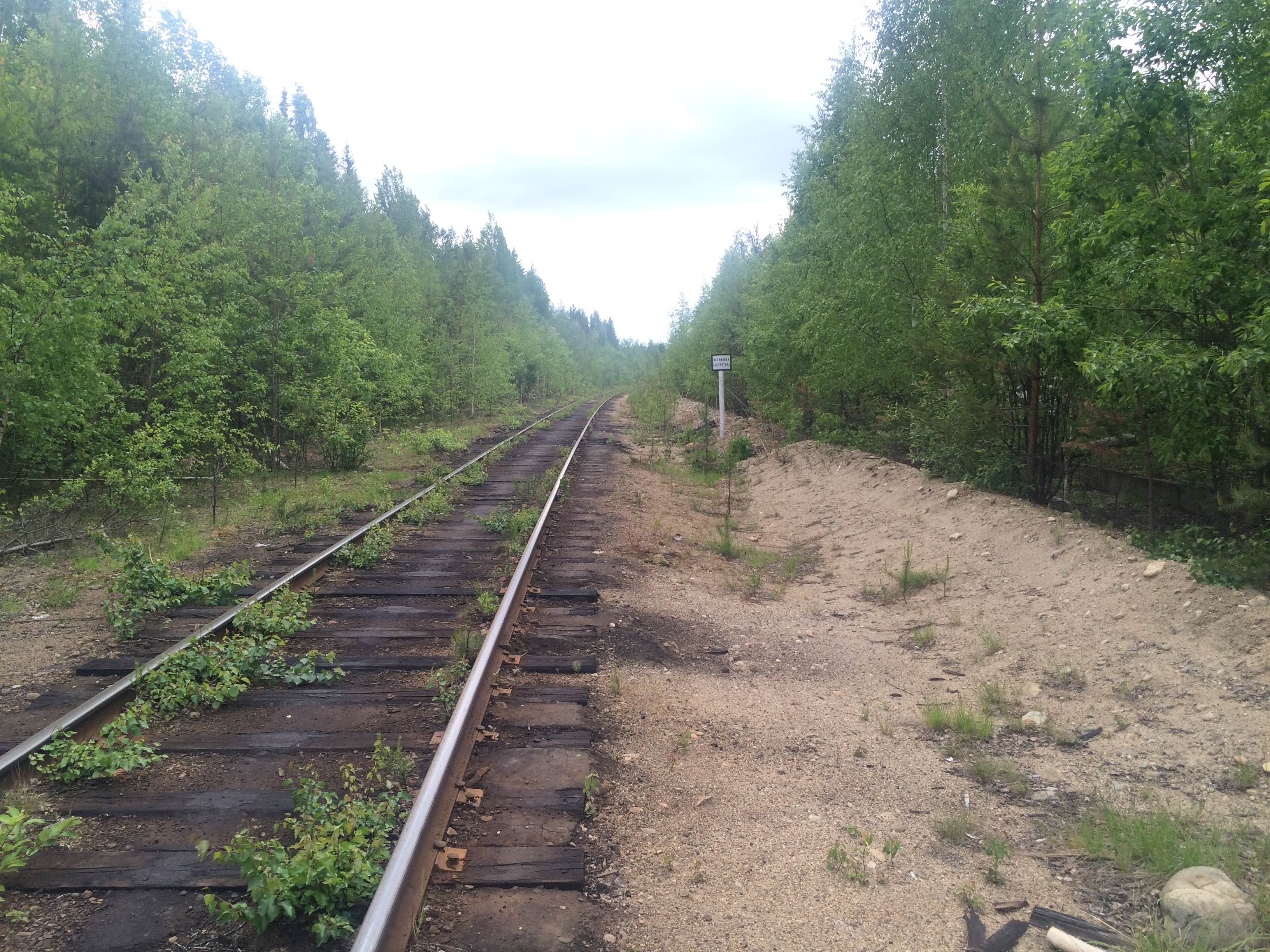
Вид в сторону Лендер.
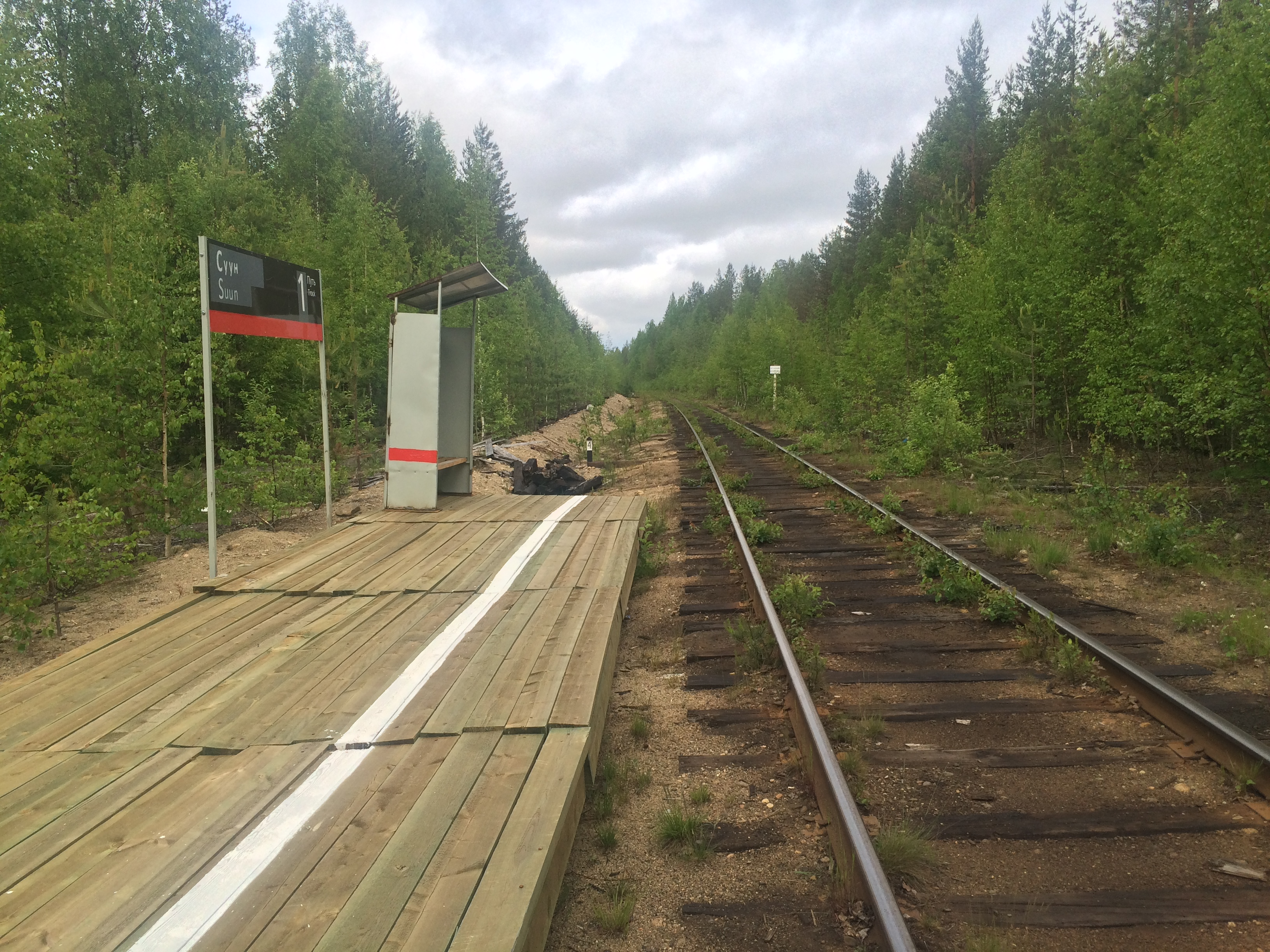
Вид в сторону Брусничной.
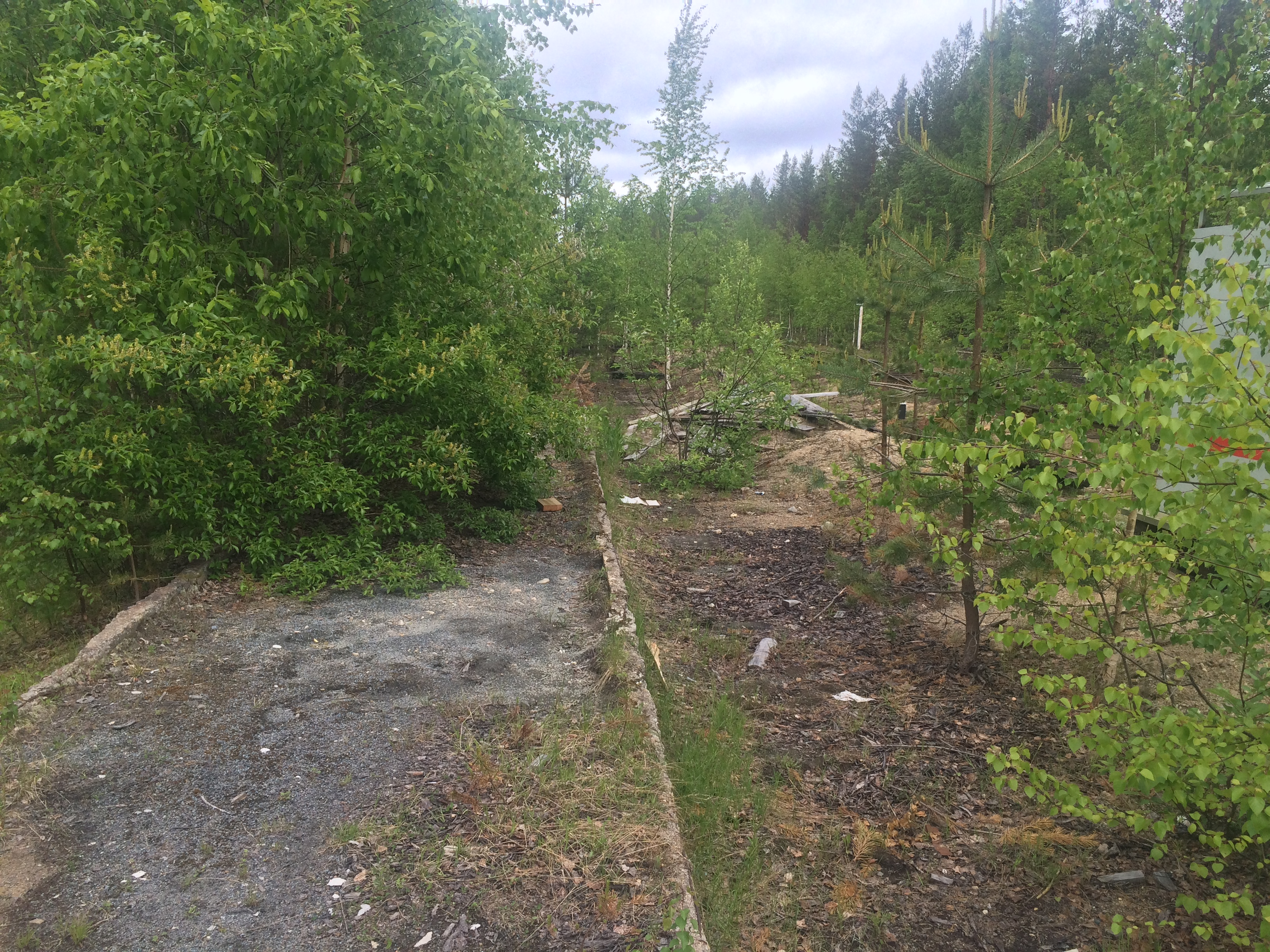
Старая пассажирская платформа.